# Assadabad (Afganistan)
Assadabad o Àssad Abad (Paixtu: اسعد‌آباد, Persa: اسعد‌آباد - Asadābād) és una ciutat de l'Afganistan, capital de la província de Kunar, a la proximitat del riu Kunar i del seu afluent el Pēč. La ciutat tenia el 1979 uns 2000 habitants i el districte (318 km²) uns 29.000.

## Història
Aquesta vila amb el nom de Kūz Čaḡa Sarāy era el centre d'un districte rural dels paixtus, enfront del Kafiristan, i protegit dels atacs dels kafirs per una fortalesa. El seu districte fou anomenat a partir del segle xvi com Čaḡān Sarāy, que encara és el nom vernacular de la ciutat (Čaḡa Sarāy). El Kafiristan fou unit a l'Afganistan el 1896 i Asadabad que havia estat la base de penetració, fou escollida com a capital de districte al lloc de Pašad (o Pašat) a uns 20 km al sud-oest; va rebre llavors el nom d'Asadabad. El 1947 es va construir el mercat (restaurat el 1974); es van construir també edificis administratius i civils (un hospital i 3 escoles) i dos ponts un al Kunar (a Dadūna a uns 10 km) i un a la desembocadura del Pēč. A la ciutat hi ha l'única gasolinera de la regió.